# Syzeuctus catagraphus
Syzeuctus catagraphus là một loài tò vò trong họ Ichneumonidae.